# Лика (историческая область)

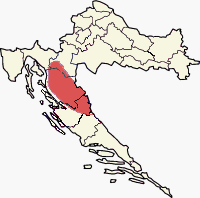

Ли́ка (хорв. Lika) — исторический регион в центральной части Хорватии. Расположен между Велебитом, Динарским нагорьем и Горским Котаром. Почти вся территория Лики покрыта невысокими горами. В административном плане большая часть территории Лики находится в жупании Лика-Сень, небольшая часть в жупаниях Карловац и Задар.
Крупнейшие города Лики — Госпич и Оточац. Крупнейшие реки — Корана, Лика, Гацка и Мрежница. Широко распространены карстовые явления. В Лике находится одна из самых знаменитых природных достопримечательностей Хорватии — национальный парк Плитвицкие озёра.
В городе Госпич существует Музей Лики.

## История
В древности Лику населяло иллирийское племя яподы (Japodi). В I в. н. э. страну завоевали римляне. Романизация была весьма поверхностной, яподы сохранили автономию.
В VII веке в Лике поселились хорваты, основавшие здесь три племенные жупы (административные единицы):
- собственно Лика (Lika),
- Гацка (Gacka) и
- Крбава (Krbava).

Первое упоминание Лики — в книге Константина Багрянородного «Об управлении империей» (818-823).
После разгрома Людевита Посавского франки переселили в Лику большое количество аваров из Паннонии, которые в дальнейшем перемешались с хорватами.
В X-XI веках в составе Лики появились новые жупы:
- Бужане (Bužane),
- Хотуча (Hotuča),
- Лапац (Lapac),
- Пласе (Plase) и другие.

В церковном отношении Лика принадлежала к Сплитской епархии, а по учреждении в 1160 г. Крбавской епархии, — перешла к ней.
Около 1300 года часть Лики (включая Гацку) стала владением хорватской княжеской семьи Франкопанов. Сигизмунд Франкопан (1461—1535) основал диоцез в Оточаце. 
Долгое время Лику пытались закрепить за собой турки-османы. В 1689 г. хорватский священник Марко Месич организовал массовое восстание против турок. Под его руководством хорваты освободили Лику и Крбаву.
В 1714 г. габсбургские власти административно подчинили Лику — Карловацкому генералату.
Осенью 1918 г. Лика, вместе с остальной Хорватией, вошла в состав Государства СХС, а затем — Королевства СХС. В 1932 году 73-летний личанин Марко Дошен возглавил восстание Велебитских горцев против великосербской диктатуры (другими руководителями восстания были члены УХРО Векослав Серватци, Джуро Рукавина и Андрия Артукович). Повстанцы были разгромлены, но для многих из них участие в восстании стало вехой политической карьеры.
В апреле 1941 г. Лика вошла в состав Независимой державы Хорватской.  	
В 1991 году через Лику прошла линия фронта борьбы с белградскими коммунистами и местными четниками из так называемой Сербской Краины.

## Население

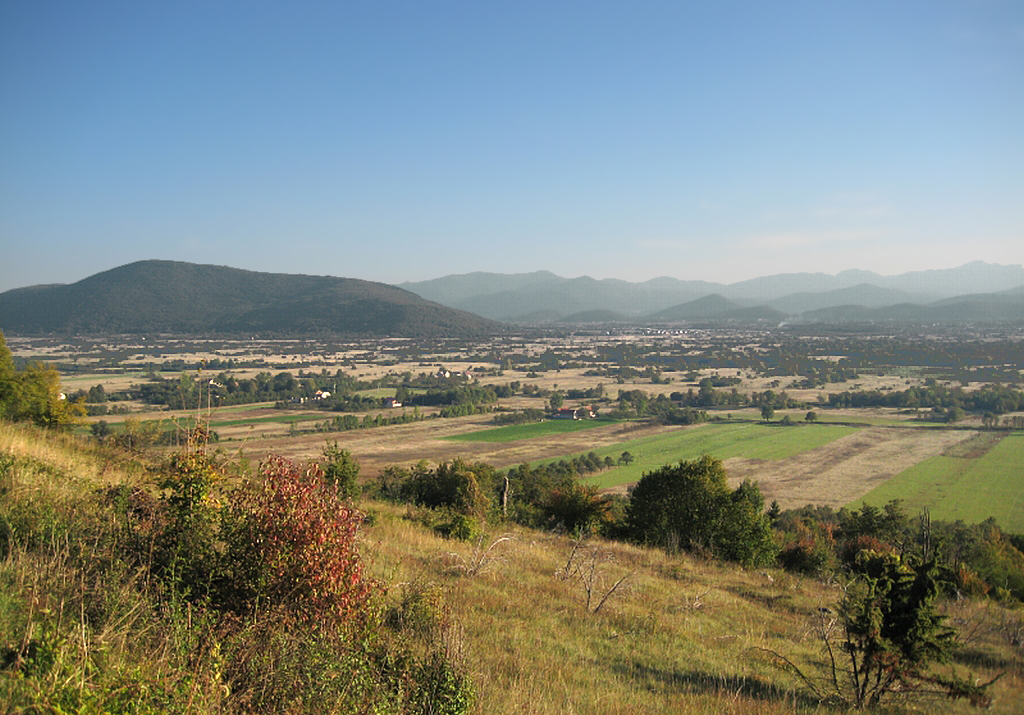
Личанский пейзаж

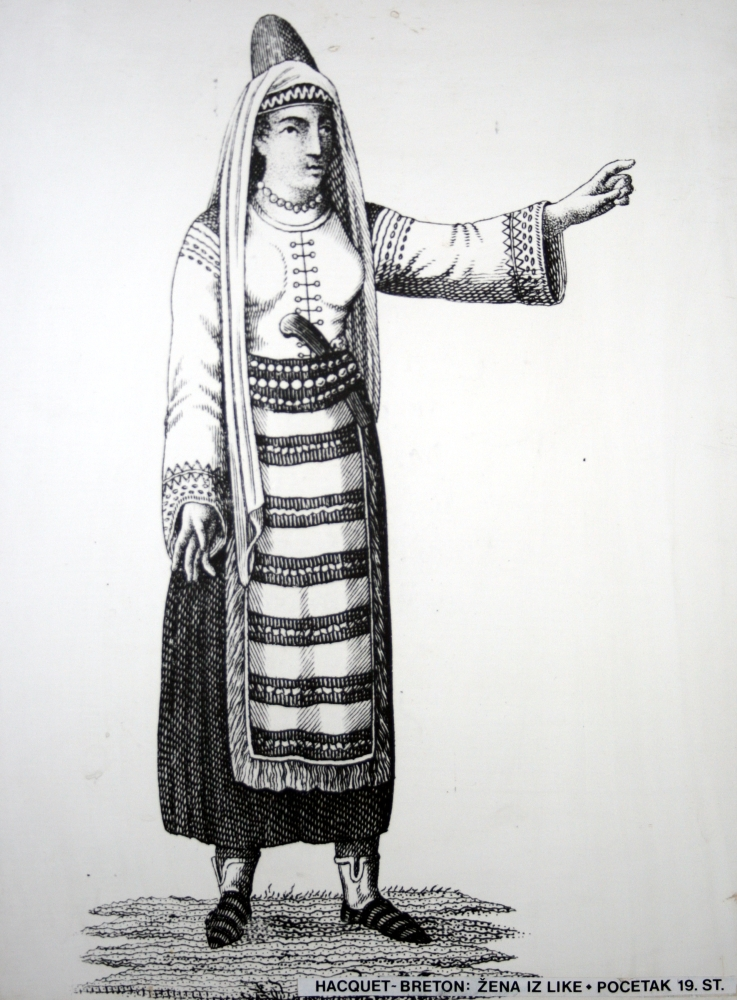
Женщина из Лики в народном костюме XIX века

Во время войн Габсбургской монархии с Османской империей в XVI веке большая часть Лики входила в состав Военной границы (Vojna krajina, Vojna granica). В этот период произошёл демографический сдвиг — хорваты, которые до XVI века составляли большинство населения, покидали Лику, а православные валахи и сербы с занятых турками территорий переселялись на Военную границу. С этого времени в Лике проживало смешанное хорватско-сербское население. Согласно переписи населения 1910 года в Австро-Венгрии 51 % населения Лики составляли православные, 49 % — католики.
Традициям и менталитету личанских хорватов посвящён роман Миле Будака, «Огнище», написанный в духе "магического реализма".
У хорватов-личан очень развито региональное самосознание. Организованные личанские диаспоры существуют в Далмации, Славонии, Сербии (Воеводина), США, Канаде, Аргентине.
Во время югославских войн в 90-х годах XX века Лика стала ареной ожесточённых боёв между хорватами и сербами, провозгласившими непризнанную Республику Сербская Краина. Обе стороны в период боевых действий практиковали этнические чистки. К концу 1991 года сербское наступление привело к переходу под их контроль восточной части Лики. Хорваты вернули себе восточную Лику в результате операций «Медакский карман» (1993) и «Буря» (1995). Из-за войны и оттока беженцев население региона уменьшилось, часть хорватских беженцев после войны вернулась в Лику, но большая часть сербов, бежавших из Лики после операции «Буря», переселилась в Сербию, Боснию и Герцеговину или эмигрировало. По данным переписи населения 2001 года в жупании Лика-Сень проживало 53 677 человек (на 37 % меньше, чем до войны). 86 % населения составляли хорваты, 12 % — сербы. После окончания войны в Лике было проведено большое количество работ по восстановлению уничтоженной в ходе военных действий инфраструктуры.